# Бернард Геррманн
Бернард Геррманн (англ. Bernard Herrmann; 29 червня 1911, Нью-Йорк — 24 грудня 1975, Лос-Анджелес) — американський кінокомпозитор, лауреат премій «Оскар» і BAFTA.

## Біографія
Народився в єврейській родині під ім'ям Макс Герман. Мати Іда (до шлюбу Горенштейн), батько Абрам Дардік, родом з України. Навчався в Нью-Йоркському університеті разом з Персі Грейнджер. Також навчався в Джульярдській школі, де у віці 20 років зібрав свій перший камерний оркестр.
У 1934 році отримав посаду диригента Сі-бі-ес. У 1943 році став головним диригентом симфонічного оркестру «Коламбія». Під управлінням Геррманна прозвучали твори багатьох композиторів. Геррманн став першовідкривачем музики маловідомого на той момент Чарльза Айвза. Також під керуванням Геррманна відбулася прем'єра 22-ї симфонії М. Я. Мясковського.
У 1930-ті і 1940-ві роки співпрацював з Орсоном Веллсом (відомий радіоспектакль за повістю «Війна світів» та «Громадянин Кейн»). Створив музичний супровід для всіх фільмів Альфреда Гічкока, знятих з 1955 по 1964 рік. Під час роботи над фільмом «Розірвана завіса» стався конфлікт композитора і режисера. Гічкок під впливом продюсерів компанії «Universal» замовив Геррману пісню до фільму в дусі модної тоді бондіани. Бернард Геррман написав похмуру музику, що незадовільнила режисера та продюсерів.
Після сварки з Гічкоком працював з Франсуа Трюффо («451 градус за Фаренгейтом», «Наречена була в чорному») і Браяном де Пальмою («Сестри», «Мара»). Для фільму «451 градус за Фаренгейтом» композитора режисерові порекомендував сам автор літературної першооснови Рей Бредбері, знаючи, що Трюффо написав докладну книгу про життя і творчість Гічкока.
З 1967 року працював переважно в Лондоні. Тоді ж, в листопаді, 56-річний композитор одружився з 27-річною журналісткою Нормою Шеперд, з якою він прожив до кінця свого життя. У 1971 році сім'я переїхала в Лондон на постійне місце проживання.
23 грудня 1975 року Геррманн записав саундтрек до фільму Мартіна Скорсезе «Таксист». Після закінчення запису він зустрівся з Ларрі Коеном для обговорення нової спільної роботи — картини «Бог велів мені», однак цього не судилося відбутися. Геррманн помер уві сні від серцевого нападу у своїй кімнаті в готелі Лос-Анджелеса. Скорсезе і Коен присвятили свої фільми Геррману.

## Стиль
Для музики Геррманна характерно багаторазове використання остинато. Оркестровку твори композитор порівнював з індивідуальним кодом. Відстоював самостійну художню цінність музики для кіно, вважаючи, що якщо вона хороша, то має можливість жити власним життям, окремо від фільму.
У 1951 році Бернард Геррманн вперше в американському кіно використовував терменвокс в музиці до фільму «День, коли зупинилася Земля». У фільмі Гічкока «Птахи» Геррманн виступив консультантом, запропонувавши використовувати солирующий траутоніум, на якому грав Оскар Сала.
Твори Геррманна вплинули на багатьох композиторів, серед яких Анджело Бадаламенті і Денні Ельфман. У пісні «The Beatles» («Eleanor Rigby») відчувається прямий вплив музики з фільму «451 градус за Фаренгейтом».

## Нагороди

### Оскар
Ці нагороди та номінації записані Академією мистецтв і наук кінофільму:
- 1941: Переможець, Музика до драматичного фільму, Диявол і Даніель Вебстер (пізніше перейменований на All That Money Can Buy);
- 1941: Номінант, музична партитура драматичного кінофільму, Громадянин Кейн;
- 1946: Номінант, музична партитура драматичної картини, Анна та король Сіаму;
- 1976: Номінант, музика до кінофільму Одержимість;
- 1976: Номінант, музика до кінофільму Таксист.

### Американський інститут кіномистецтва
У 2005 році Американський інститут кіномистецтва відзначив музику до кінофільмів «Психо» та «Запаморочення»" як № 4 та № 12 у своєму списку 25 кінофільмів з найкращою музикою.

### Британська академія кінопремій
- 1976: Переможець премії Британської академії, найкраща музика до кінофільму, фільм «Такстист»

## Фільмографія
1. 1941: Громадянин Кейн / Citizen Kane
2. 1941: Диявол і Деніел Уебстер / The Devil and Daniel Webster
3. 1942: Чудові Емберсони / The Magnificent Ambersons
4. 1943: Джейн Ейр / Jane Eyre
5. 1947: Привид і місіс Мьюр / The Ghost and Mrs. Muir
6. 1951: День, коли Земля зупинилась / The Day the Earth Stood Still
7. 1952: На небезпечній землі / On Dangerous Ground
8. 1952: Сніги Кіліманджаро / The Snows of Kilimanjaro
9. 1954: Єгиптянин / The Egyptian
10. 1955: Принц гравців / Prince of Players
11. 1955: Неприємності з Гаррі / The Trouble with Harry
12. 1956: Людина, що знала надто багато / The Man Who Knew Too Much
13. 1956: Людина в сірому фланелевому костюмі / The Man in the Gray Flannel Suit
14. 1956: Не та людина / The Wrong Man
15. 1958: Запаморочення / Vertigo
16. 1958: Сьома подорож Синдбада / The 7th Voyage of Sinbad
17. 1959: На північ через північний захід / North by Northwest
18. 1959: Подорож до центру Землі / Journey to the Center of the Earth
19. 1960: Психо / Psycho
20. 1960: Три світи Гуллівера / The Three Worlds of Gulliver
21. 1961: Таємничий острів / Mysterious Island
22. 1962: Мис страху / Cape Fear
23. 1963: Ясон і аргонавти / Jason and the Argonauts
24. 1963: Птахи / The Birds
25. 1964: Марни / Marnie
26. 1966: Розірвана завіса / Torn Curtain
27. 1966: 451 градус за Фаренгейтом / Fahrenheit 451
28. 1968: Наречена була в чорному / La Mariée était en noir
29. 1969: Битва на Неретві / Bitka na Neretvi
30. 1973: Сестри / Sisters
31. 1974: Воно живе / It's Alive
32. 1976: Одержимість / Obsession
33. 1976: Таксист / Taxi Driver
34. 1978: Воно живе 2 / It Lives Again
35. 1998: Психо / Psycho

## Концертні твори
- The Forest, симфонічна поема для оркестру (1929)
- November Dusk, симфонічна поема для оркестру (1929)
- Tempest and Storm: фурії кричать!, для фортепіано (1929)
- The Dancing Faun and The Bells Танцюючий фавн і дзвони, дві пісні для середнього голосу та малого камерного оркестру (1929)
- Requiescat, скрипка та фортепіано (1929)
- Twilight, скрипка та фортепіано (1929)
- March Militaire (1932), балетна музика для «Американа Ревю» (1932)
- Арія для флейти та арфи (1932)
- Варіації на теми «Deep River» та «Водяного хлопчика» (1933)
- Прелюдія до «Анафеми» для п'ятнадцяти інструментів (1933)
- Silent Noon, для чотирнадцяти інструментів (1933)
- The Body Beautiful (1935), музика з бродвейської вистави
- Nocturne and Scherzo (1935)
- Симфонієтта для струнних (1935)
- Currier and Ives, сюїта (1935)
- Концерт для скрипки, незавершений (1937)
- Moby Dick, кантата (1937)
- Johnny Appleseed, незавершена кантата (1940)
- Симфонія (1941)
- The Fantasticks (1942)
- The Devil and Daniel Webster, сюїта (1942)
- For the Fallen (1943)
- Welles Raises Kane (1943)
- Echoes, струнний квартет (1965)
- Souvenirs de Voyage (1967)